# Pokpung-ho
Pokpung-ho (Hangul: 폭풍호, Hanja: 暴風號, Hán Việt: Bão Phong hạo), được định danh chính thức là Chonma-215 và Chonma-216,  là một họ xe tăng của CHDCND Triều Tiên được phát triển vào đầu thập niên 1990. Pokpung-ho có thể được chế tạo từ các linh kiện sử dụng trong các mẫu xe tăng chiến đấu chủ lực T-62, T-72 và Chonma-ho. Ở các nước khác, Pokpung-ho được đặt bí danh là M-2002 vì nó đã tham gia trình diễn tại một buổi kiểm tra quân sự vào ngày 16 tháng 12 năm 2002, mặc dù chiếc Pokpung-ho đầu tiên được sản xuất trước đó 10 năm.
Giống như Chonma-ho và nhiều xe tăng Bắc Triều Tiên khác, phần lớn thông tin về Pokpung-ho là tuyệt mật. Hiện nay, thông tin về Pokpung-ho chỉ có thể suy đoán từ những lính Bắc Triều Tiên đào ngũ hoặc dựa trên các bức ảnh chụp loại xe tăng này.

## Lịch sử phát triển
Xuất phát từ sự kiện Chiến tranh vùng Vịnh lần thứ nhất vào năm 1991, khi hàng trăm chiếc xe tăng T-72 của Iraq thua đậm khi giao chiến với các khí tài của Mỹ và phương Tây như xe tăng M1 Abrams, Challenger 1, trực thăng chống tăng Apache v.v. Tuy T-72 của Iraq chỉ là phiên bản xuất khẩu bị cắt giảm tính năng song điều này vẫn gây sốc lớn cho chính quyền Bắc Triều Tiên.
Tình hình trở nên tồi tệ hơn khi Nam Triều Tiên đang phát triển loại xe tăng K1 có tính năng tương tự M1 Abrams, trong khi loại tăng mới nhất của miền Bắc lúc bấy giờ, Chonma-ho thực ra chỉ là phiên bản làm lại của T-62, kiểu xe tăng còn lạc hậu hơn hẳn so với T-72. Do yêu cầu bức thiết phải hiện đại hóa lực lượng tăng thiết giáp, hoặc ít ra là rút ngắn khoảng cách đến đối phương miền Nam, CHDCND Triều Tiên phải nâng cấp Chonma-ho và chế tạo một mẫu xe tăng mới mạnh hơn, mẫu Pokpung-ho.
Cùng lúc đó, nền kinh tế của Nga lâm vào khủng hoảng sau khi Liên Xô tan rã, vì vậy họ không còn đủ khả năng duy trì một lực lượng tăng thiết giáp hùng hậu như xưa nữa. Hàng ngàn chiếc xe tăng Liên Xô cũ bị đưa vào trong các lò tái chế. Từ những khu tháo dỡ này, Bắc Triều Tiên đã nhận được vài chiếc T-72 còn nguyên vẹn. Sau một thời gian nghiên cứu, họ đã nắm bắt được các công nghệ dùng trong T-72. Ngoài ra, còn có nguồn tin cho rằng CHDCND Triều Tiên cũng đã tiếp nhận các công nghệ dùng trong xe tăng T-80 của Liên Xô và xe tăng Kiểu 88 của Trung Quốc. Tháng 8 năm 2001, khi lãnh tụ Kim Chính Nhật thăm Nga, ông cũng đã ghé qua nhà máy xe tăng Omsk TraskMash, nơi sản xuất xe tăng T-90S và có thể đã mua một chiếc nhằm mục đích nghiên cứu. Tất cả những điều này đã giúp đỡ Bắc Triều Tiên rất nhiều trong việc hiện đại hóa Chonma-ho và thiết kế Pokpung-ho.
Chiếc Pokpung-ho đầu tiên ra đời năm 1992 tại nhà máy Ryu Kyong-su ở Tân Hưng, tỉnh Nam Hamgyong. Số lượng Pokpung-ho hiện nay không nhiều, dự đoán chỉ dưới 300 chiếc, nguyên do là nền kinh tế của CHDCND Triều Tiên không đủ sức cung ứng và duy trì một lượng Pokpung-ho đông đảo, đồng thời bản thân CHDCND Triều Tiên cũng không nắm được một số công nghệ cốt lõi trong việc chế tạo xe tăng. Các thông tin về Pokpung-ho được giữ tuyệt mật, và mãi đến buổi trình diễn năm 2002 thì các nước khác mới biết đến sự tồn tại của nó.

## Đặc điểm kỹ thuật

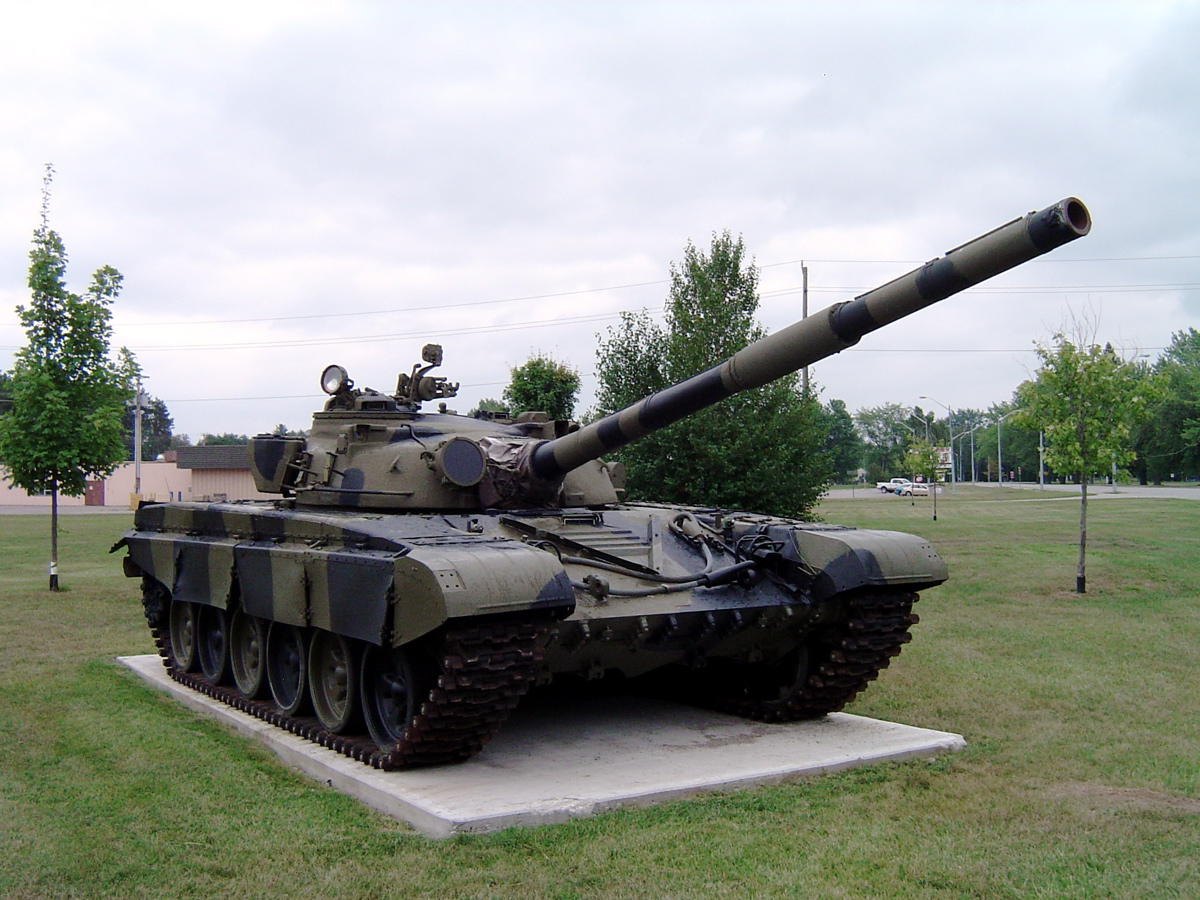
Pokpung-ho được chế tạo trên cơ sở phiên bản xe tăng T-72.

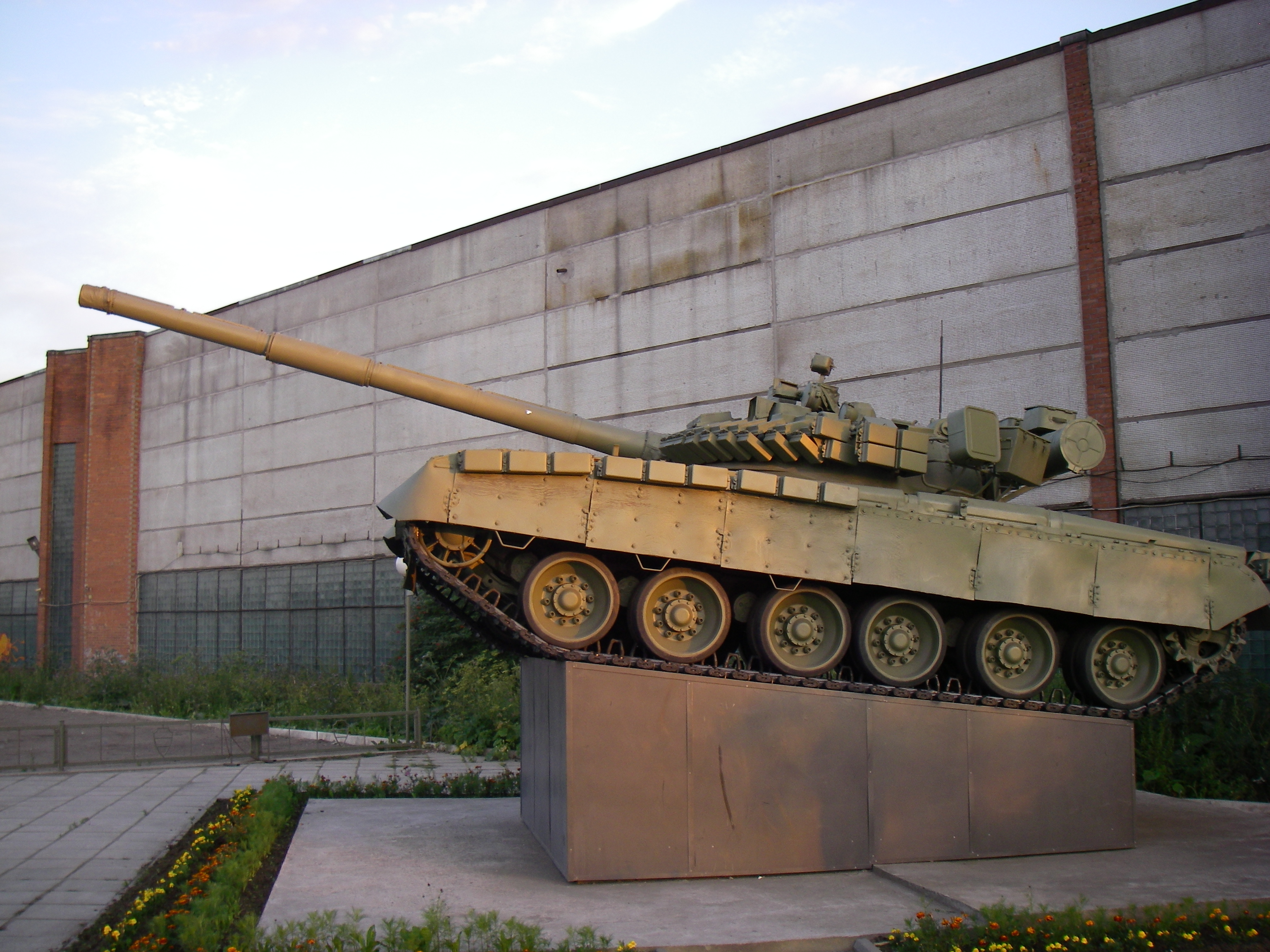
Pokpung-ho có vũ khí chính giống như T-80.

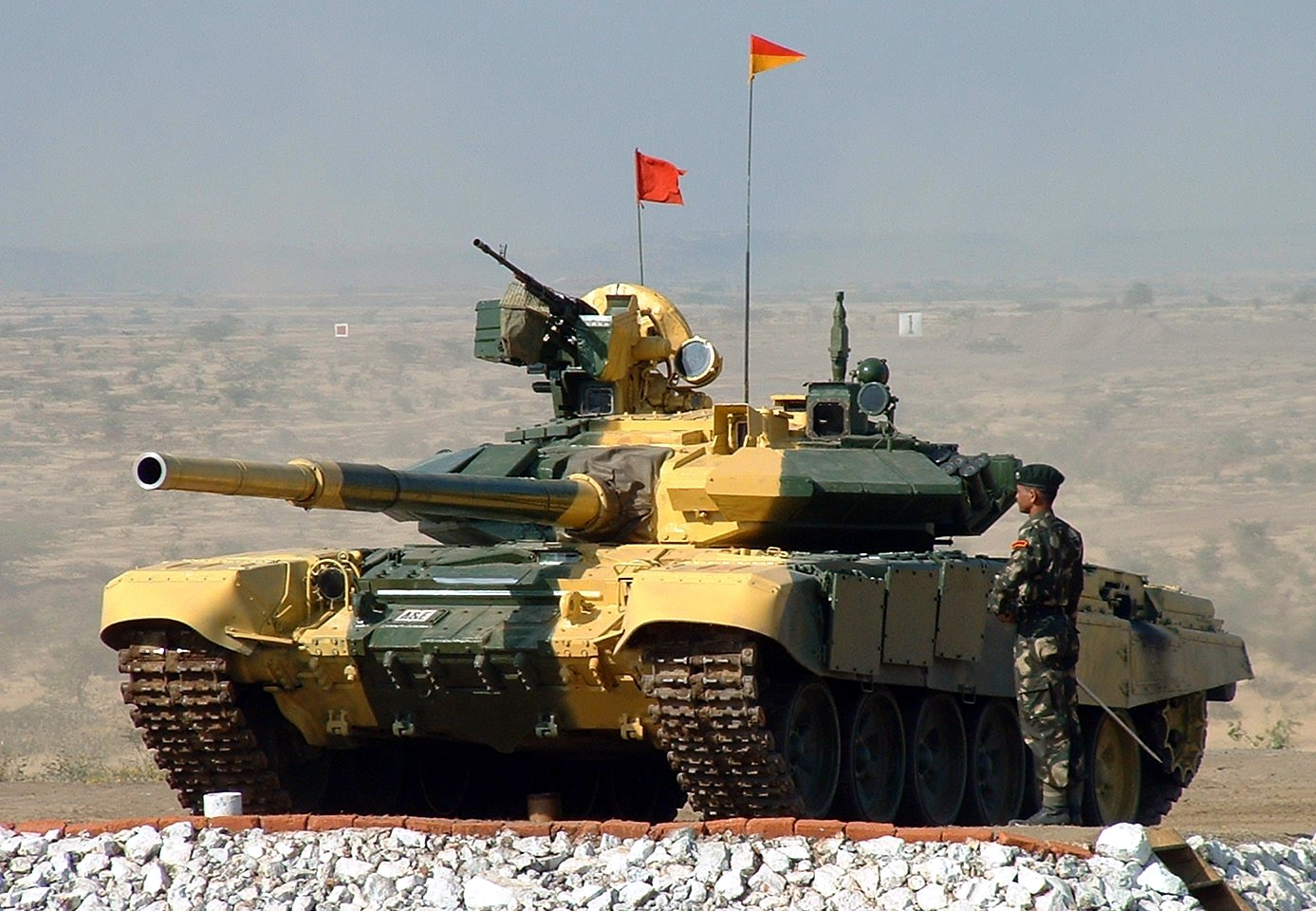
Bắc Triều Tiên cho rằng Pokpung-ho mạnh ngang ngửa xe tăng T-90A của Nga

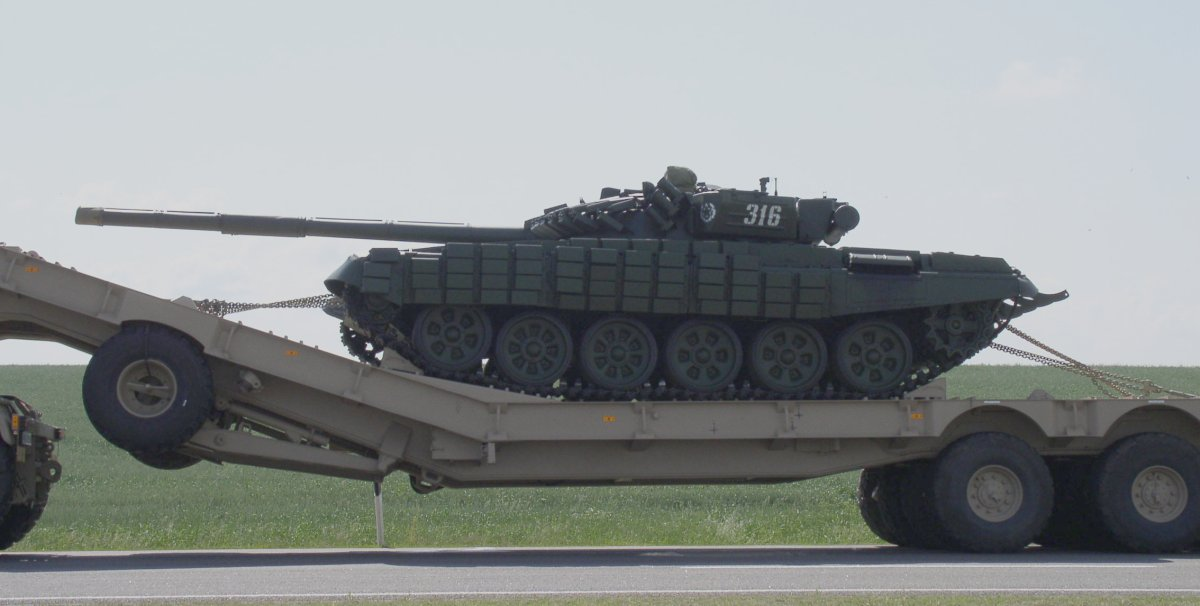
Pokpung-ho giống xe tăng Bạch Nga T-72.

Mặc dù chính quyền CHDCND Tiều Tiên tuyên bố là Pokpung-ho có sức mạnh ngang ngửa T-90 của Nga, nhưng nhiều người cho rằng nó chỉ đạt mức độ của T-72B hoặc các xe tăng thế hệ thứ 2,5 khác. Pokpung-ho có thể tốt hơn xe tăng K1 hoặc M48A5K, nhưng so với K1 PIP, K1A1, K2 Báo đen thì nó vẫn yếu thế hơn.

### Vũ khí
Pokpung-ho được trang bị pháo nòng trơn 125mm giống như T-72 và T-80, như vậy nó có thể bắn nhiều loại đạn phá giáp chống tăng hiện đại giống như xe tăng Nga (tuy nhiên không rõ Triều Tiên có trong tay những loại đạn nào và tính năng ra sao). Xe tăng này cũng được trang bị một đại liên đồng trục và một đại liên phòng không.
Ngoài ra, xe còn mang theo bốn tên lửa gắn ở các ống phóng bên ngoài. Nếu là tên lửa phòng không vác vai (MANPADS), nó có thể là loại 9K38 Igla, 9K32-Strela-2, Hwasung-Chong. Nếu là tên lửa chống tăng tự dẫn hướng (ATGM), nó có thể là bản sao của AT-4 Spigot, Susong-Po. Giải pháp gắn tên lửa ở ngoài tuy có vẻ lạc hậu hơn so với T-72B (tên lửa để trong xe và bắn qua nòng pháo), nhưng trong điều kiện thiếu các hệ thống phòng không tự hành thì việc Triều Tiên chọn giải pháp này là hợp lý hơn: do gắn ở ngoài nên xe tăng có thể dễ dàng thay đổi nhiều loại tên lửa khác nhau, có thể là tên lửa chống tăng hoặc tên lửa phòng không vác vai, khi cần thì Pokpung-ho có thể trở thành một hệ thống phòng không tự hành tầm ngắn chứ không bị bó hẹp trong nhiệm vụ chống tăng (ví dụ, nếu gặp phải trực thăng chiến đấu của địch thì Pokpung-ho vẫn có thể chống lại bằng tên lửa phòng không vác vai).

### Giáp trụ và thân xe
Xe tăng có thân xe kiểu T-72 với 6 cặp bánh xích. Giáp trước và giáp tháp pháo dạng composite hoặc giáp hộp, được gia cố dày thêm nhiều. Có thể Pokpung-ho mang vỏ giáp giống như của T-80U hoặc T-72B, đạt độ dày tương đương 500mm thép cán tiêu chuẩn ở mặt trước tháp pháo. Độ dày này có thể chống được đạn DPICM, đạn nổ HEAT, đạn súng chống tăng và đạn pháo xuyên giáp cỡ 105mm, nhưng khó có thể chống chịu đạn động năng APFSDS cỡ 120mm của xe tăng Mỹ và Hàn Quốc. Tuy nhiên, Pokpung-ho có thể được trang bị thêm giáp phản ứng nổ (gạch ERA) thế hệ thứ 2 (tương tự như Kontakt-5 của Nga), có thể nâng khả năng bảo vệ lên tương đương 800mm thép cán tiêu chuẩn ở mặt trước tháp pháo, đủ sức để chống lại đạn cỡ 120mm của xe tăng Mỹ và Hàn Quốc.
Theo hình ảnh tại các cuộc duyệt binh, các phiên bản cải tiến của Pokpung-ho đã được trang bị gạch ERA, nhưng do tài chính eo hẹp nên nó chỉ được lắp đặt ở một số vị trí. Xe tăng này cũng có thể lặn sâu 5 m.

### Động cơ
Một số thông tin cho rằng động cơ của Pokpung-ho có công suất lên tới 1.500 mã lực, nhưng chắc con số 1000-1100 mã lực đáng tin hơn. Bản thân Bắc Triều Tiên đã bác bỏ kế hoạch trang bị các động cơ 1.250 mã lực (930 kilôwatt) của T-80, bởi nó không phù hợp trong điều kiện địa hình hẹp, nhiều đồi núi như Triều Tiên, và cũng không hợp đối với nhiệm vụ phòng thủ. Tuy nhiên, tốc độ và gia tốc của Pokpung-ho rất cao, nhờ đó trong tấn công, nó có thể nhanh chóng giao chiến với đối thủ (đây là một đặc điểm nổi bật trong chiến thuật của Bắc Triều Tiên).

### Hệ thống thiết bị kỹ thuật bên trong
Thiết kế của xe tăng không có được mọi chi tiết kỹ thuật tân tiến của các xe tăng mà nó lấy làm mẫu, nhưng nhờ vậy khối lượng được giảm đi, tốc độ và tính cơ động tăng, giúp Pokpung-ho tác chiến dễ dàng hơn ở các địa hình đồi núi, đầm lầy, sông hồ Triều Tiên. Pokpung-ho không sử dụng hệ thống nạp đạn tự động vì theo họ nó có khối lượng lớn, choán nhiều chỗ chứa đạn, tốc độ nạp đạn cũng không hơn đáng kể.
Hệ thống điều khiển bắn (FCS) của xe được lấy của T-72B, bao gồm cả thiết bị xác định khoảng cách bằng tia laser và máy tính đạn đạo. Cũng có nguồn tin rằng hệ thống này được lấy từ xe tăng Chieftain mà Iran đã bán (một cách bí mật) cho Bắc Triều Tiên. Vì vậy xe có thể được trang bị hệ thống nhìn đêm PMK-3, PNK-4, kính ngắm tiềm vọng thụ động/chủ động 1K13-49. Để tăng khả năng nhìn đêm, thiết bị nhìn hồng ngoại TPN-3-49, TPN-4 cũng được sử dụng.
Các trang bị này rõ ràng là kém hơn đối thủ K-2 Black Panther của Hàn Quốc, nên Pokpung-ho tỏ ra yếu thế trong việc tác chiến tầm xa (khoảng 2 km trở lên). Tuy nhiên, với địa hình nhiều đồi núi của Triều Tiên thì phần lớn các trận đấu xe tăng sẽ diễn ra ở tầm trung hoặc tầm gần, ở cự ly này thì nó được xem là đối thủ rất nguy hiểm và đủ sức đối đầu với K-2 Black Panther của Hàn Quốc.
Ngoài ra, Pokpung-ho cũng có thể trang bị hệ thống phòng thủ chủ động, có thể giống như loại Dzord hoặc ARENA của Nga (dù chất lượng có thể không tốt bằng nguyên bản), tuy nhiên chưa có thông tin nào được tiết lộ về những hệ thống như vậy.

## So sánh
Trong bảng dưới, Pokpung-ho được so sánh với các xe tăng T-80U, K1, K1A1, và K2 Báo đen của quân đội Hàn Quốc, xe tăng M1A2 của quân đội Hoa Kỳ đóng tại Hàn Quốc và xe tăng T-90 của Nga. So sánh với K1, K1A1, K2, T-80U và M1A2 vì đây có thể là đối thủ chính của Pokpung-ho trên chiến trường (nếu xảy ra chiến tranh với Hàn Quốc), còn so sánh với T-90 vì các cơ quan tuyên truyền của CHDCND Triều Tiên luôn cho rằng Pokpung-ho rất giống với T-90.
| Xe tăng                       | Pokpung-ho (suy đoán)                                                                 | K1                                                                                           | K1A1                                                                                         | K2                                                                                           | T-80U                                                                      | T-90 | M1A2                                                                                             |
| ----------------------------- | ------------------------------------------------------------------------------------- | -------------------------------------------------------------------------------------------- | -------------------------------------------------------------------------------------------- | -------------------------------------------------------------------------------------------- | -------------------------------------------------------------------------- | --- | ------------------------------------------------------------------------------------------------ |
| Nước sản xuất                 | CHDCND Triều Tiên                                                                     | Hàn Quốc                                                                                     | Hàn Quốc                                                                                     | Hàn Quốc                                                                                     | Liên Xô                                                                    | Nga | Hoa Kỳ                                                                                           |
| Vũ khí chính                  | 125 mm nòng trơn (2A46)                                                               | 105 mm nòng xoắn (KM68A1)                                                                    | 120mm / L44 Nòng trơn(KM256)                                                                 | 120mm / L55 Nòng trơn                                                                        | 125 mm Nòng trơn (2A46M-1)                                                 | 125 mm Nòng trơn (2A46M-1)                                                                                 | 120 mm Nòng trơn / L44 (M256)                                                                    |
| Vũ khí phụ                    | 14.5 mm KPVT Đại liên, 7.62 mm PKT Tiểu liên đồng trục, possibly hull-mounted MANPADS | 12.7 mm K6 Đại liên, 7.62 mm M60 Pintle-Mounted Machine Gun, 7.62 mm M60 Tiểu liên đồng trục | 12.7 K6 mm Đại liên, 7.62 mm M60 Pintle-Mounted Machine Gun, 7.62 mm M60 Tiểu liên đồng trục | 12.7 K6 mm Đại liên, 7.62 mm M60 Tiểu liên đồng trục                                         | 12.7 mm NSVT Đại liên, 7.62 mm PKT Tiểu liên đồng trục                     | 12.7 NSVT mm Đại liên, 7.62 mm PKT Tiểu liên đồng trục, 5.45 mm AKS-74 Assault Rifle (inside storage rack) | 12.7 M2HB mm Đại liên, 7.62 mm M240 Pintle-Mounted Machine Gun, 7.62 mm M240 Tiểu liên đồng trục |
| Loại đạn                      | APFSDS-T AP, HEAT, HE-FRAG                                                            | APAM, HESH(HEP), APFSDS-T, HEAT-MP, HEAT-FS (New South Korean 105 mm APFSDS Shells for PIP)  | APFSDS-T, HEAT-MP, HE-FS (New South Korean 120 mm APFSDS Shells for PIP)                     | APFSDS-T, HEAT-MP, KSTAM-120 and other Nòng trơn 120 mm NATO rounds                          | APFSDS-T, HEAT-FS, HE-FRAG-FS, 9M119 Svir                                  | APFSDS-T, HEAT-FS, HE-FRAG-FS, 9M119 Svir, 9M119M Refleks                                                  | M1028 120mm Canister, WP, APFSDS-T, HEAT-MP                                                      |
| Cơ số đạn vũ khí chính        | 43 (±3)                                                                               | 47                                                                                           | 32                                                                                           | 40                                                                                           | 39                                                                         | 43 | 40                                                                                               |
| Cơ số đạn vũ khí phụ          | 300 (14.5mm), 2,000 (7.62mm)                                                          | 3,400 (12.7mm), 7,200 (7.62mm)                                                               | 3,400 (12.7mm), 7,200 (7.62mm)                                                               | 3,500 (12.7mm), 12,000 (7.62mm)                                                              | 500 (12.7mm), 1,250 (7.62mm)                                               | 300 (12.7mm), 2,000 (7.62mm), 300 (5.45mm)                                                                 | 600 (12.7mm), 6,250 (7.62mm)                                                                     |
| Cơ số tên lửa chống tăng ATGM | 4 (Phỏng đoán)                                                                        | 0                                                                                            | 0                                                                                            | 0                                                                                            | 6                                                                          | 6 | 0                                                                                                |
| Vỏ giáp                       | Cast Turret and Spaced (possibly Composite)                                           | Composite                                                                                    | Composite                                                                                    | Composite                                                                                    | Composite                                                                  | Composite                                                                                                  | Chobham, RHA, steel encased depleted uranium mesh plating                                        |
| Hệ thống bảo vệ               | ERA                                                                                   | Smoke Grenade (Possible Soft-Kill for PIP)                                                   | Smoke Grenade (Possible Soft-Kill for PIP)                                                   | ERA, Soft- Kill: RWR, Chaff/Flares, Radar Jammer, Smoke Grenade (Non-ERA, Hard-Kill for PIP) | ERA (Soft-Kill: Shtora Radar Jammer for T-80UK)                            | ERA, Soft-Kill: Shtora Radar Jammer, Hard Kill: Arena Active Protection System                             | Tank Urban Survival Kit (TUSK)                                                                   |
| Hệ thống nạp đạn              | Bằng tay                                                                              | Bằng tay                                                                                     | Bằng tay                                                                                     | Tự động                                                                                      | Tự động                                                                    | Tự động | Bằng tay                                                                                         |
| Tốc độ (trên đường nhựa)      | 60 km/giờ                                                                             | 65 km/giờ                                                                                    | 65 km/giờ                                                                                    | 70 km/giờ                                                                                    | 70 km/giờ                                                                  | 65 km/giờ                                                                                                  | 68 km/giờ                                                                                        |
| Tốc độ (trên đường gồ ghề)    | 40 km/giờ                                                                             | 40 km/giờ                                                                                    | 40 km/giờ                                                                                    | 52 km/giờ                                                                                    | 40 km/giờ                                                                  | 45 km/giờ                                                                                                  | 48 km/giờ                                                                                        |
| Tầm hoạt động                 | 450 km                                                                                | 500 km                                                                                       | 500 km                                                                                       | 450 km                                                                                       | 500 km                                                                     | 500 km | 465 km                                                                                           |
| Công suất động cơ             | 1100±150 mã lực                                                                       | 1.200 hp (890 kW)                                                                            | 1.200 hp (890 kW)                                                                            | 1.500 hp (1.100 kW)                                                                          | 1.250 hp (930 kW)                                                          | 1.100 hp (820 kW)                                                                                          | 1.500 hp (1.100 kW)                                                                              |
| Hệ thống truyền lực           | Torsion Bar                                                                           | Torsion Bar & Hydropneumatic (Hybrid Suspension)                                             | Torsion Bar & Hydropneumatic (Hybrid Suspension)                                             | Semi-Active In-Arm Suspension Unit (Active In-arm Suspension Unit for PIP)                   | Torsion Bar                                                                | Torsion Bar                                                                                                | Torsion Bar                                                                                      |
| Độ sâu tối đa khi lội nước    | 5m (with kit)                                                                         | 2.2 m (with kit)                                                                             | 2.2 m (with kit)                                                                             | 2.33 m, 4.1 m (with snorkel), 5+m (with extra submerging equipment)                          | 1.2 m, 1.8 m (with kit), 5.5 m (with snorkel), 12.0 m (with BROD-M system) | 1.2 m, 5 m (with snorkel)                                                                                  | 1.98 m                                                                                           |
| C4I                           | Không                                                                                 | Không                                                                                        | Không                                                                                        | Có                                                                                           | Không                                                                      | Không | Có                                                                                               |
| Hệ thống bảo vệ NBC           | Có                                                                                    | Có                                                                                           | Có                                                                                           | Có                                                                                           | Có                                                                         | Có | Có                                                                                               |
| Khả năng tác chiến ban đêm    | Có                                                                                    | Có                                                                                           | Có                                                                                           | Có                                                                                           | Có                                                                         | Có | Có                                                                                               |

## Các nước sử dụng
CHDCND Triều Tiên khoảng 250 chiếc.